# Жуан Мариу
Жуа́н Ма́риу Нава́л да Ко́шта Эдуа́рду (порт. João Mário Naval da Costa Eduardo; род. 19 января 1993[…], Порту) — португальский футболист, полузащитник лиссабонской «Бенфики»,выступающий на правах аренды за турецкий клуб «Бешикташ». Бывший игрок сборной Португалии, победитель чемпионата Европы 2016 года, участник чемпионата мира 2018 года.

## Клубная карьера

### «Спортинг»

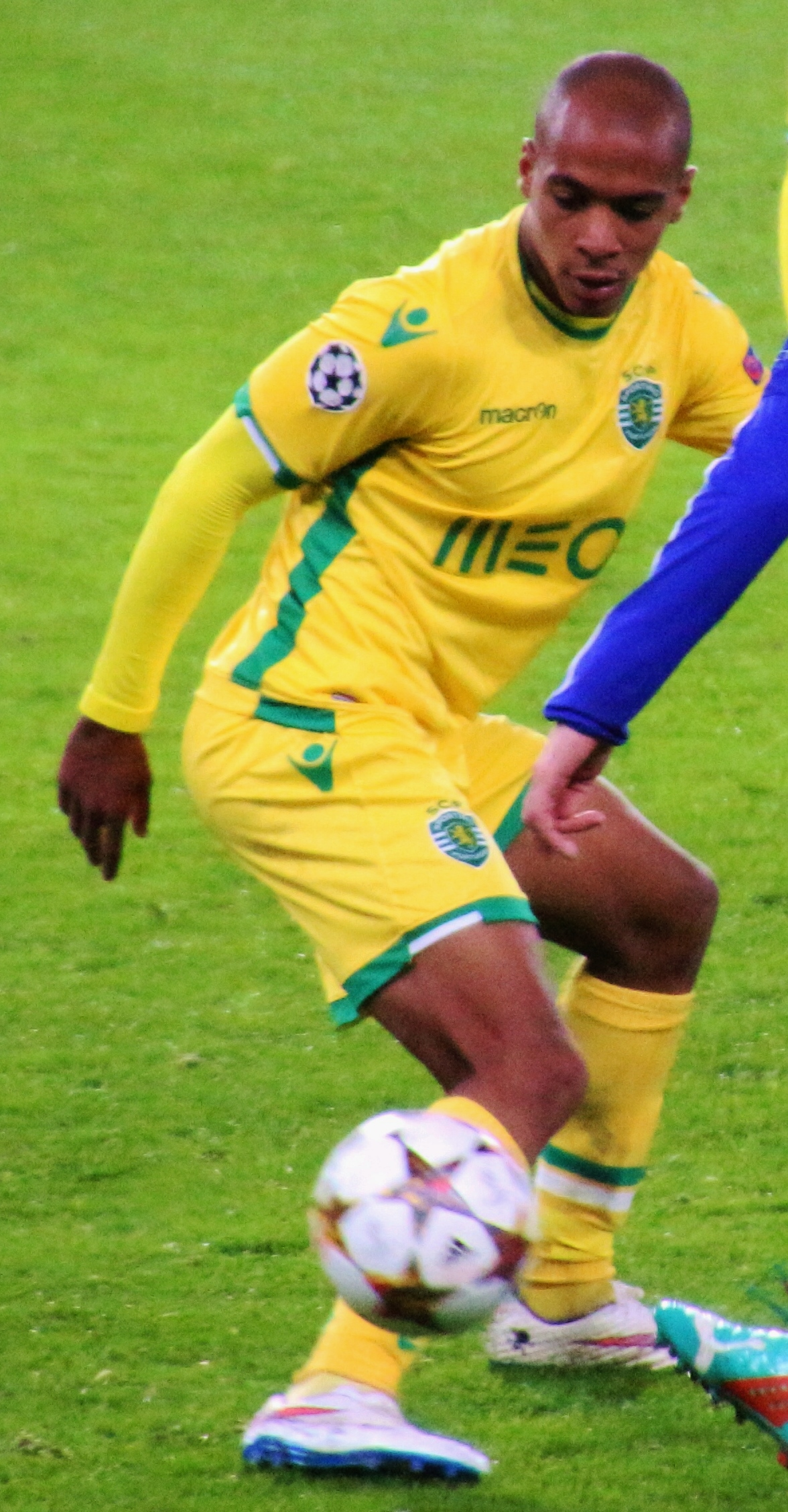
Мариу в составе «Спортинга» (2014 год)

Жуан Мариу — воспитанник клуба «Спортинг». 14 декабря 2011 года в матче Лиги Европы против итальянского «Лацио» он дебютировал за лиссабонскую команду, заменив Огучи Оньеву во втором тайме. 10 февраля 2013 года в матче против «Маритиму» Жуан Мариу дебютировал в Сангриш лиге.

#### Аренда в «Витория Сетубал»
В начале 2014 года для получения игровой практики Мариу на правах аренды перешёл в «Виторию Сетубал». 19 января в поединке против «Порту» он дебютировал за новую команду. По окончании аренды Жуан Мариу вернулся в «Спортинг». 26 октября в матче против «Маритиму» он забил свой первый гол за «львов». В 2015 году Мариу завоевал Кубок Португалии вместе со «Спортингом».

### «Интер»
Летом 2016 года после успешного выступления на Евро 2016 Жуан перешёл в итальянский «Интер». Сумма трансфера составила 40 млн евро. В матче против «Пескары» он дебютировал в итальянской Серии A. 16 октября в поединке против «Кальяри» Мариу забил свой первый гол за «Интер».
В июле 2021 года команда расторгла контракт со спортсменом «по обоюдному согласию».

#### Аренда в «Вест Хэм Юнайтед»
Зимой 2018 года английский «Вест Хэм» объявил о переходе Мариу на правах аренды с последующим правом выкупа. 30 января в матче против «Кристал Пэлас» он дебютировал в английской Премьер-лиге. 31 марта в поединке против «Саутгемптона» Жуан забил свой первый гол за «Вест Хэм Юнайтед».

#### Аренда в «Локомотив»
27 августа 2019 года был арендован московским «Локомотивом» до конца сезона с правом последующего выкупа. В «Локомотиве» заявлен под ошибочной транскрипцией «Жоао Марио». Дебютировал в новой команде в домашнем матче 8-го тура чемпионата России 2019/20 против «Ростова» (1:2), выйдя на замену травмированного Алексея Миранчука на 30-й минуте. 18 октября 2019 года в гостевом матче 13-го тура против «Ахмата» (2:0) забил свой первый гол за клуб в чемпионате России 2019/20.
В июне 2020 года аренда Мариу была продлена до конца июля этого года. «Локомотив» не использовал опцию выкупа Жуана Мариу и уведомил «Интер», что не будет использовать опцию выкупа трансфера португальца. Причина — слишком высокая цена выкупа — 18 млн €. Интерес к полузащитнику «Интера» проявляли «Марсель», «Бетис» и лиссабонский «Спортинг».

#### Аренда в «Спортинг»
6 октября 2020 года вернулся в «Спортинг» на правах аренды, арендное соглашение игрока рассчитано до конца сезона-2020/2021.

### «Бенфика»
13 июля 2021 года Мариу подписал контракт с «Бенфикой» перейдя из «Интернационале» в статусе свободного агента.

#### Аренда в «Бешикташ»
4 сентября 2024 года он был отдан в аренду в «Бешикташ» до конца сезона с опцией выкупа.

## Международная карьера

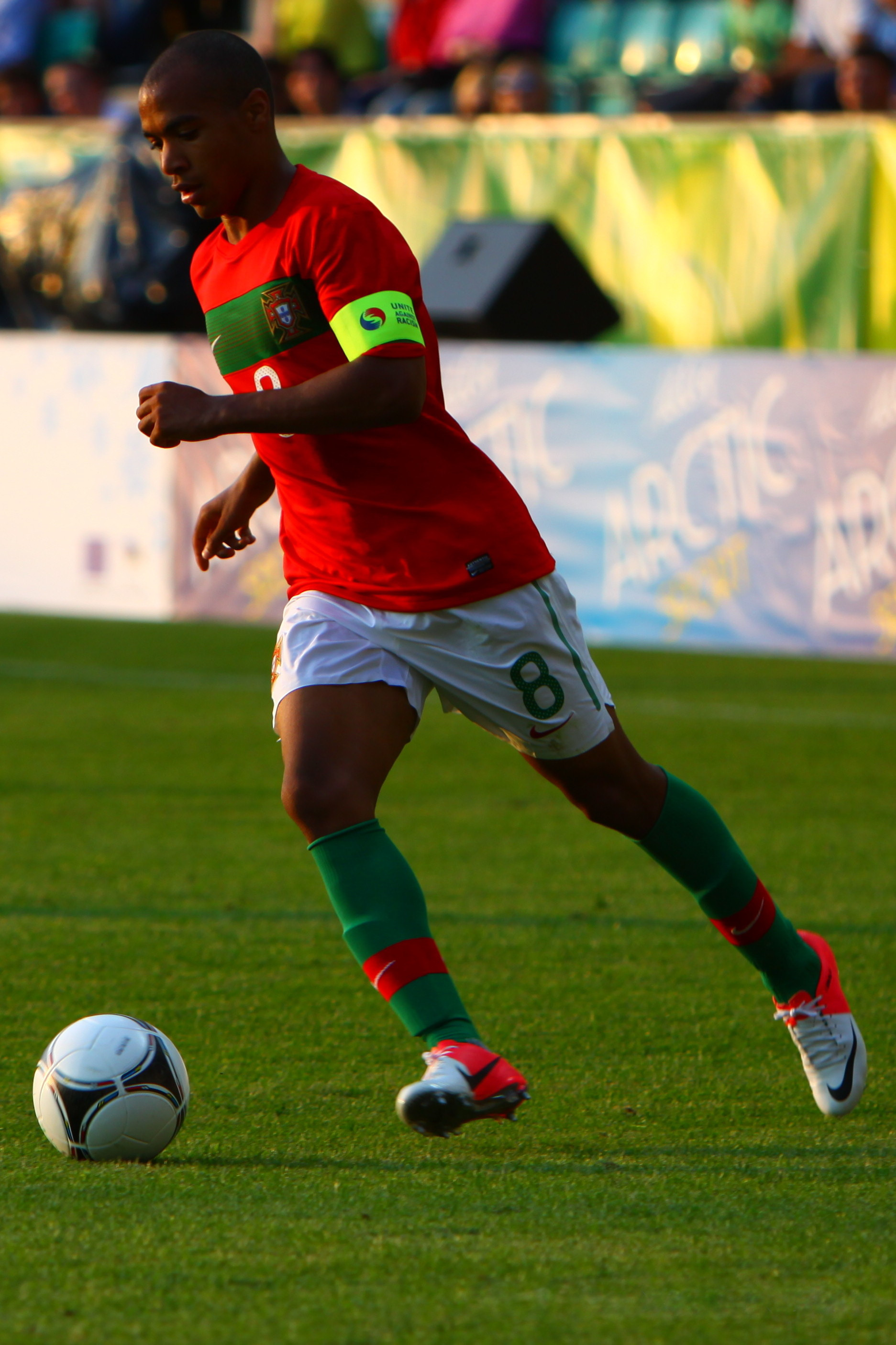
Мариу в составе молодёжной сборной Португалии

В 2013 году в составе молодёжной команды Жуан Мариу принял участие в молодёжном чемпионате мира в Турции. На турнире он сыграл в матчах против сборных Северной Кореи, Кубы, Нигерии и Ганы.
11 октября 2014 года в матче товарищеском матче против сборной Франции Жуан Мариу дебютировал за сборную Португалии, заменив во втором тайме Криштиану Роналду.
В 2015 году в составе молодёжной сборной Португалии Жуан Мариу завоевал серебряные медали молодёжного чемпионата Европы в Чехии. На турнире он сыграл в матчах против сборных Англии, Италии, Германии и дважды Швеции. В поединках против англичан и немцев Жуан Мариу забил по голу.
Летом 2016 года Жуан стал победителем чемпионата Европы во Франции. На турнире он сыграл в матчах против команд Исландии, Австрии, Венгрии, Хорватии, Польши, Уэльса и Франции.
10 ноября 2017 года в поединке против сборной Саудовской Аравии Мариу забил свой первый гол за национальную команду.
В 2018 году Мариу принял участие в чемпионате мира в России. На турнире он сыграл в матчах против команд Испании, Марокко, Ирана и Уругвая.

### Голы за сборную Португалии
| # | Дата           | Место                                 | Противник         | Счёт | Результат | Соревнование      |
| - | -------------- | ------------------------------------- | ----------------- | ---- | --------- | ----------------- |
| 1 | 10 ноября 2017 | Эштадиу ду Фонтелу, Визеу, Португалия | Саудовская Аравия | 3:0  | 3:0       | Товарищеский матч |
| 2 | 28 мая 2018    | Брага Мунисипал, Брага, Португалия    | Тунис             | 2:0  | 2:2       | Товарищеский матч |

## Достижения
«Спортинг»
- Чемпион Португалии: 2020/21
- Обладатель Кубка Португалии: 2014/15
- Обладатель Кубка Португальской лиги: 2020/21
- Обладатель Суперкубка Португалии: 2015

«Бенфика»
- Чемпион Португалии: 2022/23

Сборная Португалии
- Чемпион Европы: 2016

Сборная Португалии (до 20)
- Финалист молодёжного чемпионата Европы: 2015

## Личная жизнь
Его старший брат Уилсон Эдуарду (род. 1990) — также профессиональный футболист, выступает за сборную Анголы.